# Giacomo Puccini – Die dunkle Seite des Mondes
Giacomo Puccini – Die dunkle Seite des Mondes ist ein deutscher biografischer Fernsehfilm von Andreas Morell aus dem Jahr 2008. Er zeichnet das Leben des italienischen Komponisten Giacomo Puccini (1858–1924) nach. In der Hauptrolle spielt Peter Hladik. Seine Premiere hatte die Filmbiografie Ende 2008 auf 3sat.

## Handlung
Giacomo Puccini gilt als letzter große Komponist der italienischen Oper. Er war ein Casanova und Frauenheld. Dies bildet  sich in seinem künstlerischen Repertoire ab; so ersinnt er Idealbilder von Frauen, wie etwa in La Bohème, Manon Lescaut, Tosca, Madama Butterfly, Turandot, La fanciulla del West und Il trittico.  Der Film beleuchtet dies ausführlich und zeigt auch auf, dass sich Puccini trotz seines Erfolgs auch oft einsam fühlte.

## Produktionshintergrund
Giacomo Puccini – Die dunkle Seite des Mondes wurde vom 18. Mai 2008 bis zum 22. Oktober 2008 an 15 Drehtagen in Mailand, in der Toskana, in Berlin, in Potsdam und weiterer Umgebung gedreht. Produziert wurde der Film für den Fernsehsender 3sat von der Lavafilm GmbH.